# Achaearanea hammeni
Achaearanea hammeni är en spindelart som beskrevs av Pater Chrysanthus 1963. Achaearanea hammeni ingår i släktet Achaearanea och familjen klotspindlar. Inga underarter finns listade i Catalogue of Life.